# Strumentale-comitativo
In grammatica lo strumentale-comitativo unisce contemporaneamente lo strumentale e il comitativo. Si può indicare il mezzo con cui è stata compiuta l'azione (ad esempio “con un coltello”, “con un cucchiaio”, “con un'ascia”) e la persona con cui l'azione è stata compiuta (ad esempio “con il suo amico").
Lo strumentale-comitativo ha sostituito il sociale in ungherese e compare nella lingua ubykh.